# Ophiothamnus otho
Ophiothamnus otho är en ormstjärneart som beskrevs av A.H. Clark 1949. Ophiothamnus otho ingår i släktet Ophiothamnus och familjen knotterormstjärnor. Inga underarter finns listade i Catalogue of Life.